# The Gutter Twins

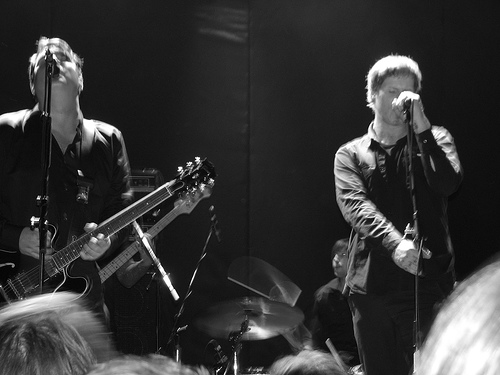
The Gutter Twins tijdens een optreden in 2008 in The Bowery Ballroom in New York. Links: Greg Dulli, rechts: Mark Lanegan.

The Gutter Twins is een Amerikaans muzikaal rockduo, bestaande uit zangers Greg Dulli en Mark Lanegan. Het duo kenmerkt zich door het maken van donkere rock, blues en soul. Het duo werd opgericht in 2007.

## Geschiedenis
Greg Dulli was voor The Gutter Twins de voorman van verschillende bands, waaronder de Afghan Whigs. Mark Lanegan zat onder andere in Screaming Trees en leverde regelmatig bijdragen aan Isobel Campbell en Queens of the Stone Age.
Dulli en Lanegan hadden aanvankelijk een erge hekel aan elkaar omdat ze in 1989 dezelfde vrouw leuk vonden. Toen de bands van beide mannen uit elkaar vielen, in 1998, en ze alle twee naar Los Angeles vertrokken. Beide mannen zaten aan de drugs. Dulli zat aan de cocaïne en Lanegan aan de heroïne, maar met Lanegans verslaving was het het ergst gesteld. Hij had geen huis en hij mocht daarom bij Dulli intrekken. Dulli hielp Lanegan er weer bovenop en in 2003, toen Dulli's verslaving hem te veel werd hielp Lanegan Dulli weer. In 2006 vroeg Dulli aan Lanegan of hij mee wilde werken op de ep "Stitch in Time" van Dulli's band The Twilight Singers. Lanegan ging hier op in en deze samenwerking verliep zo goed dat Lanegan met de The Twilight Singers mee ging toeren. Uiteindelijk richtten de twee in 2007 samen het duo "The Gutter Twins" op, en tekenen ze bij het platenlabel Sub Pop. In 2008 kwam hun eerste album uit, dat Saturnalia heette. Deze titel verwijst naar een heidens ritueel in het oude Rome, waarbij de slaven tijdelijk de rol van hun meesters overnamen. Daarmee sloeg de naam ook op het duo zelf, want de twee hadden beide een lange drugsverslaving moeten overwinnen. Het album werd goed ontvangen door muziekcritici.
In 2008 brachten de Gutter Twins ook een ep uit, Adorato, die alleen te downloaden was via iTunes. In Nederland speelde het duo dat jaar onder meer op Lowlands.

## Discografie
- Saturnalia (2008)
- Adorato (ep) (2008)